# Tragia mitis
Tragia mitis är en törelväxtart som beskrevs av Ferdinand von Hochstetter och Achille Richard. Tragia mitis ingår i släktet Tragia och familjen törelväxter. Inga underarter finns listade i Catalogue of Life.